# Jiří Peňás
Jiří Peňás (* 28. ledna 1966 Prostějov) je český novinář.

## Život
V letech 1980–1984 studoval Gymnázium Sokolov, po maturitě odešel na Filozofickou fakultu Univerzity Karlovy, kde studoval obor český jazyk a historie. Po absolutoriu v roce 1989 pracoval krátce jako zeměměřič a knihkupec.
V roce 1992 nastoupil do deníku Prostor, poté pracoval v Mladé frontě a Lidových novinách. Od roku 1995 vedl kulturní rubriku časopisu Respekt a od roku 2000 časopisu Týden. Od roku 2009 působí v deníku Lidové noviny. Od roku 2016 působí v internetovém deníku Echo24 a týdeníku Echo.
Získal cenu Novinářská křepelka za rok 1997. V roce 2001 vydal knihu Deset procent naděje. Společně s Ivanem Klímou získal Cenu Ferdinanda Peroutky za rok 2013.
Jeho cestopisné eseje Výpravy pro den i noc získaly roku 2021 v anketě Lidových novin Kniha roku třetí místo.
Má blízko k monarchismu, v roce 1999 podepsal monarchistické prohlášení Na prahu nového milénia, jehož autorem byl spisovatel Petr Placák.

## Dílo
- Deset procent naděje: Výbor z publicistiky 1995–2001. Praha: Dokořán, 2002. 228 s. ISBN 80-86569-12-8.
- Výpravy pro starší a pokročilé. Praha: Echo Media, 2019. 340 s. ISBN 978-80-90740600.[8]
- Výpravy pro blízké i vzdálenější. Praha: Echo Media, 2020. 340 s. ISBN 978-80-907406-2-4.
- Výpravy pro den i noc. Praha: Echo Media, 2021. 352 s. ISBN 978-80-907406-4-8.
- Výpravy pro čtvero ročních obdob. Praha: Echo Media, 2022. 352 s. ISBN 978-80-907406-7-9.